# Океан Ельзи
«Океан Ельзи» (рус. Океан Эльзы) — украинская рок-группа. Создана 12 октября 1994 года во Львове. Лидером и вокалистом группы является Святослав Вакарчук.

## История

### Первые годы и «Будинок зі скла»
В 1993 году Андрей Голяк создал группу «Клан тишины», в которую вошли его друзья: Денис Глинин (ударные), Павел Гудимов (гитара), а также их общий знакомый Юрий Хусточка (бас-гитара). Группа выступала в основном во дворцах культуры родного Львова. В марте 1994 года ребята познакомились с 18-летним студентом кафедры теоретической физики, сыном ректора Львовского национального университета Святославом Вакарчуком. Летом Вакарчук впервые посетил репетицию группы. Глинин, Гудимов и Хусточка начали втайне от Голяка играть с Вакарчуком, так как считали, что это более перспективно и поможет в продвижении их группы на коммерческом уровне. Впоследствии все трое: Глинин, Гудимов и Хусточка — оставили группу «Клан тишины» и Андрея Голяка. 12 октября 1994 года, как принято считать, была основана новая группа — «Океан Ельзи». В это время Святослав увлёкся Одиссеей команды Кусто, а поскольку ребята в группе не исключали возможности международной карьеры, в название добавили космополитическое имя «Ельза» (Эльза), которое просто всем понравилось. Вначале ребята играли смесь поп- и рок-музыки. Святослав стал одновременно вокалистом, главным композитором и автором текстов группы.
В декабре 1994 на студии «Галвокс» группа записала на первую демокассету четыре песни. Первое выступление перед публикой состоялось 12 января 1995 года перед Львовским оперным театром, где собралось 7 тысяч зрителей. В том же году, в рамках авторского музыкального проекта «Є» известного львовского музыканта, группа сняла свой первый (неофициальный) видеоклип на песню «Long time ago» (режиссёр — Владимир Зайковский) и выступила на фестивале «Червона Рута» во Львове. В 1996 году появился макси-сингл «Будинок зі скла», который распространялся среди фанатов. В том же году «Океан Ельзи» начали активную гастрольную деятельность: группа выступала не только на Украине, но и в Польше, Германии и Франции. 27 апреля группа дала концерт в городе Нанси. Ребята приняли участие в Таврийских играх, а также, вместе с другими украинскими группами, выступили на одной сцене с Deep Purple во время Осеннего рок-марафона в Киеве. В 1997 году состоялся первый крупный сольный концерт группы в родном Львове. В апреле 1998-го музыканты перебрались в Киев.

### Первые крупные достижения
В 1998 году группа начала работать с Виталием Климовым, подписала контракт с лейблом «Nova Records» и записала дебютный альбом, который вышел в свет в сентябре того же года, под названием «Там, де нас нема». Песни группы заняли первые места во всевозможных чартах. Благодаря их лиричности и необычному вокалу Святослава Вакарчука у группы появились фанаты по всей Украине. В 1999 «Океан Ельзи» выступил в Париже, в МСМ Café (выступление транслировалось телеканалом МСМ International). Генеральный продюсер радиостанции «Наше Радио» Михаил Козырев, услышав песню «Со́сни», связался с группой, чтобы поблагодарить за столь душевную лирическую композицию и чтобы лично уведомить коллектив о том, что теперь они взяли песню в ротацию. В результате чего группа «Океан Ельзи» приняла участие в российском рок-фестивале «Нашествие». По словам Вакарчука: «Это был первый приезд в Россию, после которого надолго уезжать не пришлось». На фестивале Таврийские игры музыканты победили в номинациях «Прорыв года» и «Лучшая песня» (за композицию «Там, де нас нема»). В том же году в России вышло переиздание альбома. Однако широкую известность в России коллектив получил после проката фильма Алексея Балабанова «Брат-2», в саундтрек которого вошли две песни: «Коли тебе нема» и «Кавачай». После фильма на канале MTV появились 2 клипа на песни «Там, де нас нема» и «Со́сни». В начале 2000 года группа завершила работу над вторым альбомом «Я на небі був», который вышел сразу на двух лейблах — украинском Nova Records и российском Real Records.

### «Модель» и «Суперсиметрія»
Уже после выхода альбома «Я на небi був» (21 февраля) к «Океану Ельзи» присоединился клавишник Дмитрий Шуров (как сессионный музыкант), и начались репетиции и выступления в новом составе. Два раза подряд (в 2000 и 2001 гг.) на Таврийских играх коллектив был лауреатом в категории «Лучшая поп-группа». В 2001 году группа записала лучший, по мнению многих критиков, альбом украинской рок-музыки «Модель» (в день его выхода, 20 апреля, Шуров стал пятым официальным участником коллектива). В том же году, в рамках сотрудничества с компанией Pepsi, «Океан Ельзи» гастролировал по Украине. На Таврийских играх-2002 по итогам 2001 года сразу две песни группы («Друг» и «911») вошли в список 10 самых популярных хитов Украины, а «Океан Ельзи» признали «Лучшей рок-группой». «Модель» назвали «Альбомом года». В 2002 году «Океан Ельзи» впервые сыграли концерт с симфоническим оркестром. Состоялся он в мае в Киеве. Работа над четвёртым студийным альбомом «Суперсиметрія» закончилась только к началу 2003 года. Диск «Суперсиметрія» первым на Украине получил статус дважды платинового. В октябре «Океан Ельзи» выступили в роли хедлайнеров фестиваля «Просто рок», а в декабре начался ещё один сольный тур — в этот раз группа решила выступать с акустическими концертами. Название для тура было выбрано соответствующее — «Тихий океан».

### Перемены в составе и «GLORIA»

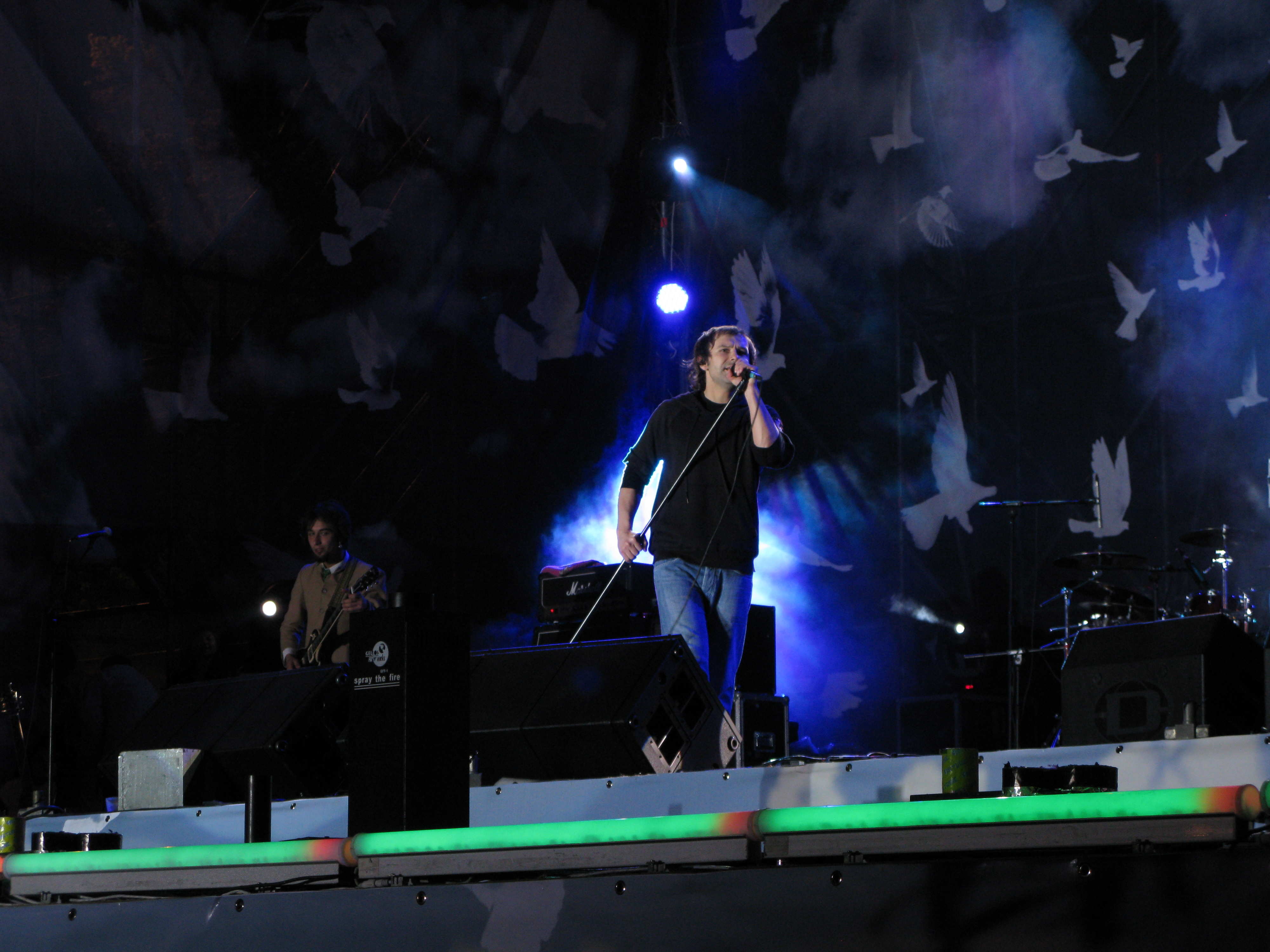
«Океан Эльзы» в Харькове, 2008 год

9 июня 2004 года Юрий Хусточка и Дмитрий Шуров объявили об уходе из группы, поскольку решили основать отдельный музыкальный проект совместно с Луи Франком. Святослав Вакарчук после этого уехал домой во Львов к родителям и месяц ни с кем не разговаривал. В это время он написал песню «Дякую!»; запись этой песни стала для Хусточки и Шурова последней. 16 июля того же года в Донецке прошёл прощальный концерт «золотого» состава.
В июле 2004 года в группу пришли басист Денис Дудко (бывший участник харьковского джаз-бэнда «Схід-Side») и сербский клавишник Милош Елич. В 2005 году в группе вместо Павла Гудимова начал играть гитарист Пётр Чернявский.
22 сентября 2005 года в Киеве «Океан Ельзи» представил свой пятый студийный альбом «Gloria». По информации выпускающего лейбла Lavina Music, в первые же шесть часов после начала продаж альбом стал платиновым, разойдясь тиражом в более чем 100 тысяч экземпляров.
Осенью 2005 года успешно прошёл тур по Украине в поддержку альбома «Gloria», который начался и завершился в киевском Дворце Спорта.
Вокалист Святослав Вакарчук на правах посла доброй воли Программы Развития ООН для молодёжи на Украине в том же году принимал участие во многих культурных и социальных проектах. Кроме этого, все средства, вырученные от продажи сингла «Веселі, брате, часи настали», были переведены на счёт детского дома в Макеевке. В 2006 году группа дала бесплатный концерт для украинских миротворцев в Косово.

### «Міра» и «Вночі»
25 апреля 2007 года «Океан Ельзи» выпустил новый альбом «Міра». Альбом группа посвятила памяти своего саунд-продюсера Сергея Товстолужского, который в марте 2007-го покончил жизнь самоубийством. Члены группы считают альбом самым ро́ковым по звучанию за всю историю коллектива.
В декабре 2007 года группа выпустила клип на песню «Лист до мами», выход которого был приурочен ко Дню Вооружённых Сил Украины.
В 2008 году Святослав Вакарчук представил первый сольный проект «Вночі» и выпустил одноимённый сольный альбом. Диск вышел под именем Святослава Вакарчука, поскольку именно он был идейным вдохновителем проекта, однако над альбомом работали как все участники «Океана Ельзи», так и множество специально приглашённых музыкантов. Одной из самых ярких композиций альбома стала лирическая песня «Така, як ти», а также «Не опускай свої очі».

### «Dolce Vita» и «Брюссель»

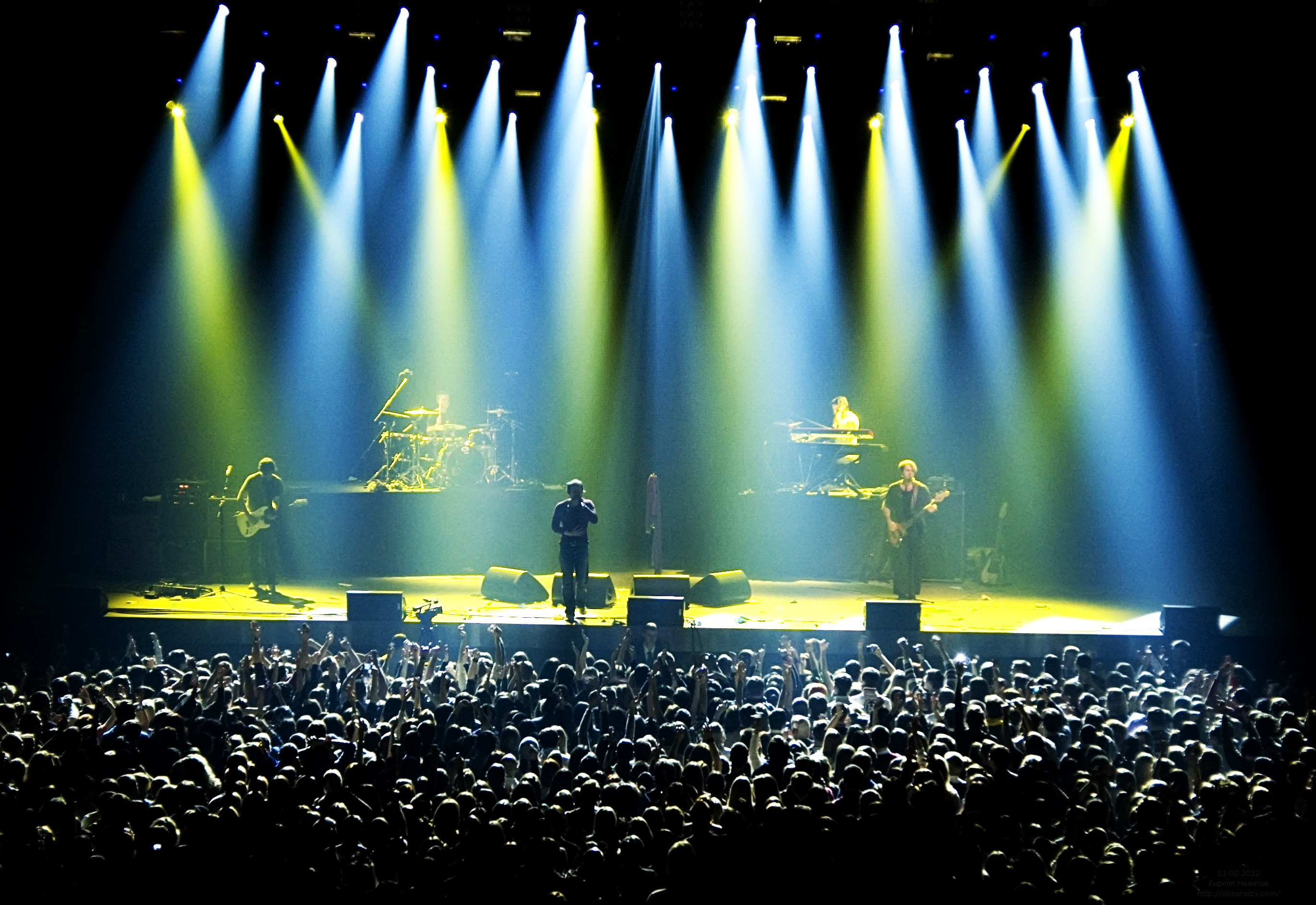
Новый состав группы открывает клуб Stadium Live. Москва, 2012 год

В конце 2008 года Святослав Вакарчук сложил свои полномочия в качестве депутата Верховной рады Украины, в статусе которого он пробыл около года. В ноябре 2009 года стало известно о скором выходе нового альбома, название которого ещё не было придумано. Первый интернет-сингл вышел в этом же месяце и назывался «Я так хо́чу…»; над новым альбомом музыканты работали полгода — с июля 2009 года по февраль 2010 года.
10 марта 2010 года вышел 7-й студийный альбом «Dolce Vita». За ним следовал большой «Dolce Vita тур», который продолжился до конца 2010 года и закончился финальным концертом в Киеве 3 декабря. В течение этого времени группа дала около 100 концертов на Украине, в России, Белоруссии, Армении, Западной Европе, США и Канаде.
В начале 2011 года Святослав Вакарчук объявил о начале работы над своим новым сольным проектом «Брюссель». В записи одноимённого альбома приняли участие: Сергей Бабкин, Макс Малышев, Дмитрий Шуров и Пётр Чернявский. Видеопрезентация альбома прошла в прямом эфире на YouTube 13 декабря 2011 года. В поддержку проекта состоялся концертный тур. На песни «Airplane» и «Адреналін» были сняты клипы. 21 сентября 2012 года группа «Океан Ельзи» приняла участие в концерте в рамках XI Международного инвестиционного форума в Сочи.

### «Земля» и перемены в составе

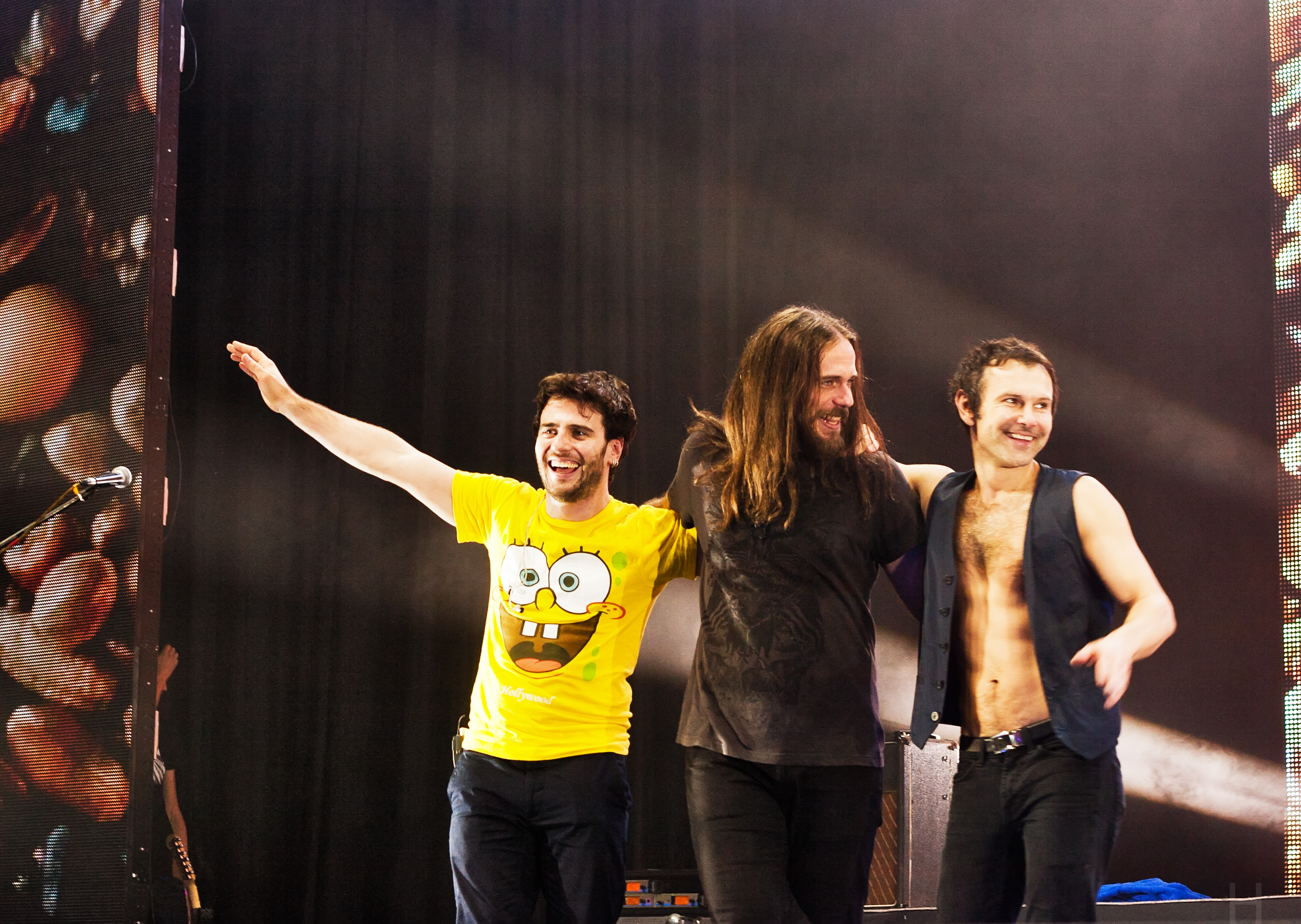
Тур «Земля» в Киеве, 28 сентября 2013

В начале 2013 года стало известно, что группа «Океан Ельзи» снова собралась вместе и записывает новый студийный альбом в Брюсселе, на легендарной студии ICP Studios, при помощи знаменитого британского продюсера Кена Нельсона, который сотрудничал с Coldplay и другими известными британскими группами. Запись проходила с января до начала мая, за этот период было записано от 12 до 16 песен, 12 из которых вошли в новый альбом. Запись в студии проходила не безмятежно, как планировалось, — 11 апреля стало известно, что группу покидает гитарист Пётр Чернявский. Это произошло неожиданно для всех, так как работа над альбомом ещё не была закончена. На место Петра Чернявского пришёл сербский музыкант Владимир Опсеница.
14 февраля и 11 апреля группа выпускает синглы «Обійми» и «Стріляй» и клипы на них. Альбом «Земля» появился на Яндекс. Музыке 15 мая 2013 года. CD-версия пластинки вышла 20 мая на Украине и 22 мая в России. Виниловая версия вышла 22 мая в Германии.
В поддержку альбома группа организовала грандиозный стадионный тур «Земля», который начался 19 мая в городе Мукачево (родном городе Святослава Вакарчука) и закончился 27 сентября в Киеве. По окончании тура группа анонсировала юбилейный тур «Океан Эльзи — 20 лет вместе!». Юбилейные концерты прошли во Львове, Днепропетровске, Харькове, Киеве, Одессе, Ивано-Франковске, Виннице, Сумах, Запорожье и Черкассах. Грандиозный юбилейный концерт группы состоялся 21 июня 2014 года на киевском Олимпийском стадионе, который собрал 75 тысяч зрителей. Для разогрева была выбрана горловская группа Fontaliza. В концерте приняли участие все участники группы за всю её 20-летнюю историю существования, за исключением Петра Чернявского. Российская часть тура была перенесена «на неопределенный срок».

### После 2014 года

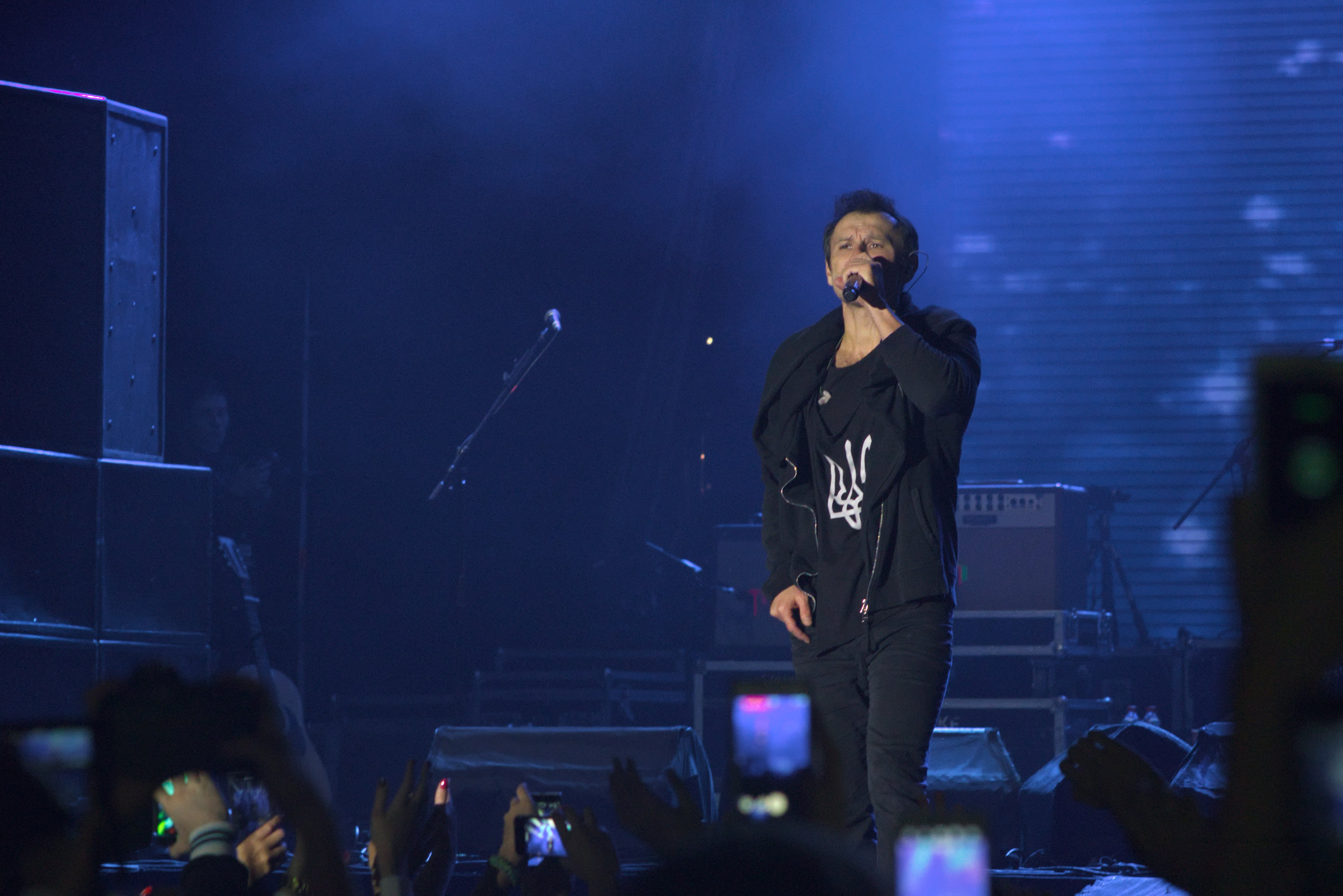
«Океан Эльзи» во время концерта в Краматорске в 2016 году

После аннексии Крыма в 2014 году группа прекратила выступления в России.
В 2016 году «Океан Эльзы» отправились в двухлетнее мировое турне в поддержку своего девятого студийного альбома «Без меж».
24 августа 2018 года группа собрала около 100 000 фанатов на своем концерте на НСК «Олимпийский», посвященном Дню независимости Украины.
После выхода альбома «Без меж» группа выпустила большое количество новых песен в виде синглов, не вошедших в итоге в новый альбом группы. 
14 марта 2024 года Святослав Вакарчук заявил, что группа планирует выпустить англоязычный альбом. Украиноязычный альбом «Той день» вышел 20 сентября 2024 года.

## Состав

### Текущий состав группы

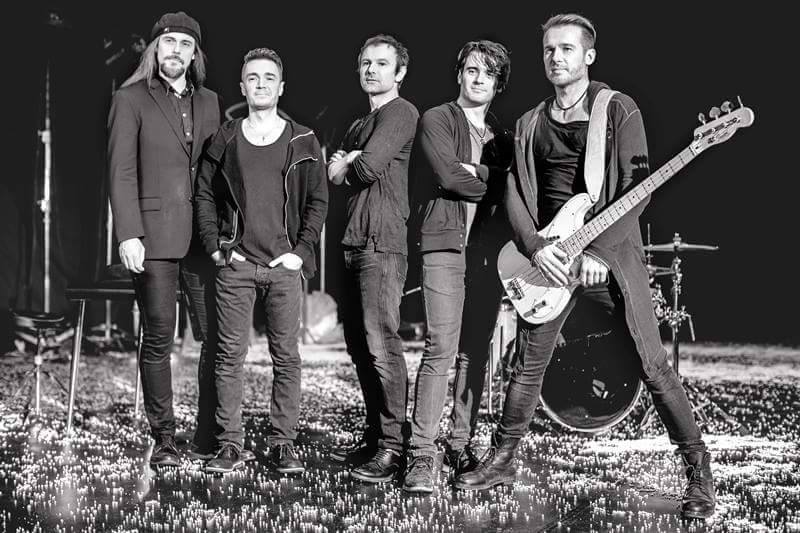
«Океан Ельзи» в 2016 году

Текущий состав группы (с апреля 2013 года):
- Святослав Вакарчук — вокал. Родился 14 мая 1975 года в г. Мукачево.
- Денис Глинин — ударные. Родился 21 октября 1971 года во Львове.
- Денис Дудко — бас-гитара. Родился 24 ноября 1975 года в Харькове.
- Милош Елич — клавишные. Родился 9 сентября 1981 года в г. Нови Сад (Сербия)

### Бывшие участники группы
- Юрий Хусточка — бас-гитара. Род. 27 октября 1975. Был участником группы с момента основания (1994 год) до июля 2004 года.
- Дмитрий Шуров — клавишные. Род. 31 октября 1981. Участник группы в 2001—2004 гг. Покинул группу вместе с Юрием Хусточкой, основав с ним и Луи Франком группу Esthetic Education.
- Павел Гудимов — гитара. Род. 12 октября 1973. Входил в состав «Океана Ельзи» с момента основания до вынужденного ухода в апреле 2005 года. В настоящий момент продолжает творческую работу в группе Гудімов.
- Пётр Чернявский — гитара. Род. 16 апреля 1986. Гитарист «Океана Ельзи» с апреля 2005 года по апрель 2013 года.
- Владимир Опсеница — гитара. Родился 9 марта 1980 года, в г. Нови Сад (Сербия).

### Предыдущие составы
Первый состав (12 октября 1994 — 20 апреля 2001)
- Святослав Вакарчук — вокал
- Павел Гудимов — гитара
- Юрий Хусточка — бас-гитара
- Денис Глинин — ударные

Сессионные музыканты:
- Евгений Ступка — клавишные (июнь 1999 — март 2000)
- Дмитрий Шуров — клавишные (1 апреля 2000 — 20 апреля 2001)

Второй состав (20 апреля 2001 — 16 июля 2004; воссоединения: 14 декабря 2013 и 21 июня 2014)
- Святослав Вакарчук — вокал
- Павел Гудимов — гитара
- Юрий Хусточка — бас-гитара
- Денис Глинин — ударные
- Дмитрий Шуров — клавишные

Переходной состав (23 июля 2004 — 9 апреля 2005)
- Святослав Вакарчук — вокал
- Павел Гудимов — гитара
- Денис Глинин — ударные
- Денис Дудко — бас-гитара
- Милош Елич — клавишные

Третий состав (3 мая 2005 — 26 июня 2007, август 2009 — 11 апреля 2013)
- Святослав Вакарчук — вокал
- Денис Глинин — ударные
- Денис Дудко — бас-гитара
- Милош Елич — клавишные
- Пётр Чернявский — гитара

Четвёртый состав (11 апреля 2013 — по настоящее)
- Святослав Вакарчук — вокал
- Денис Глинин — ударные
- Денис Дудко — бас-гитара
- Милош Елич — клавишные
- Владимир Опсеница — гитара (до 8 августа 2014 — сессионный музыкант)

## Дискография
| - 1998 — Там, де нас нема - 2000 — Янанебібув - 2001 — Модель - 2003 — Суперсиметрія - 2005 — Gloria - 2007 — Міра - 2010 — Dolce Vita - 2013 — Земля - 2016 — Без меж - 2024 — Той день - 2024 — Lighthouse - 2003 — Tvій формат (46:54) - 2006 — 1221 (78:48) - 2010 — Океан Ельзи: The Best Of (78:25) - 2008 — «Вночі» — альбом Святослава Вакарчука - 2010 — «София» — альбом «Квинтета Дудко», джазового проекта Дениса Дудко - 2011 — «Брюссель» — альбом Святослава Вакарчука - 2021 — «Оранжерея» — альбом Святослава Вакарчука - 2017 — «1» — альбом проекта Дениса Дудко MARU, в состав которого также входит Денис Глинин - 1996 — Будинок зі скла - 2002 — Холодно - 2004 — Дякую - 2006 — Веселі, брате, часи настали… - 2009 — Я так хочу - 2013 — Обійми - 2013 — Стріляй - 2013 — Rendez-Vous - 2015 — Не твоя війна - 2015 — Життя починається знов - 2015 — Мить - 2016 — Не йди - 2018 — Без тебе - 2018 — В небо жене - 2018 — Скільки нас - 2019 — Човен - 2019 — Перевал — OST к фильму «Захар Беркут» - 2020 — Коли ми станем собою - 2020 — Тримай - 2021 — #Безтебемененема - 2021 — Країна дітей (feat. alyona alyona) - 2021 — Місто весни (feat. «Один в каное») - 2021 — Перемога (feat. KALUSH) - 2022 — Весна - 2022 — Місто Марії - 2022 — Квіти мінних зон - 2023 — Коли ми двоє (вместе с Kola) - 2024 — Відповідь - 2024 — Voices Are Rising (англ.) (первый англоязычный сингл группы с готовящегося к выходу первого англоязычного альбома) - 2024 — Той день (вместе с YAKTAK, Kola, SHUMEI, Jerry Heil) - 2024 — Lighthouse (вместе с Джоном Резником, фронтменом группы Goo Goo Dolls) - 2024 — Мукачево - «Long time ago» (1995; реж. Владимир Зайковский) - «Там, де нас нема» (сентябрь 1998; реж. Семён Горов) (первый профессиональный клип группы) - «Сосни» (1999; реж. Семён Горов) - «Той день» (2000; концертная и студийная версии, реж. Виталий Климов) - «Відпусти» (2000; реж. Андрей Некрасов) - «911» (2001; реж. Александр и Игорь Стеколенко) - «Я до тебе» (2001; концертный клип; реж. Александр и Игорь Стеколенко) - «Квітка» (2001; реж. Александр и Игорь Стеколенко) - «Друг» (2002; реж. Луи Франк) - «Холодно» (2002; реж. Виктор Придувалов) - «Кішка» (2003; реж. Виктор Придувалов) - «Майже весна» (2003; концертный клип; реж. Виктор Придувалов) - «Для тебе» (2003; реж. Александр Кириенко) - «911 (версия концерта Тихий океан)» (2003; реж. Ляля Фонарёва) - «Дякую» (2004; реж. Виктор Придувалов) - «Без бою» (2005; реж. Виктор Придувалов) - «Вище неба» (2005; реж. Александр и Игорь Стеколенко) - «Не питай» (2005; концертный клип, сделанный во Дворце спорта) - «Відчуваю» (2006; реж. Илья Чичкан) - «Веселі, брате, часи настали» (2006; реж. Виктор Придувалов) - «Все буде добре» (2007; реж. Виктор Придувалов) - «Зелені очі» (2007; реж. Илья Чичкан) - «Ночі і дні» (2009; реж. Александр и Игорь Стеколенко) - «Я так хочу» (2009; реж. Михаил Коротеев) - «Більше для нас» (2010; реж. Михаил Коротеев) - «На лінії вогню» (2010; реж. Семён Горов) - «Обійми» (2013; реж. Говард Гринхол) - «Стріляй» (2013; реж. Майк Брюс) - «Rendez-Vous» (2013; реж. Майк Брюс) - «Стіна» (2013; концертный клип сделанный во Львове и Донецке; реж. Владимир Шкляревский) - «На небі» (2015; концертный клип, сделанный в 2014 году на стадионе НСК Олимпийский; реж. Виктор Придувалов) - «Не твоя війна» (2015; реж. Говард Гринхол) - «Життя починається знов» (2015; реж. Владимир Шкляревский) - «Мить» (2015; реж. Михаил Коротеев, Алексей Соболев) - «Не йди» (2016; реж. Игорь Стеколенко) - «Сонце» (2017; реж. Виктор Придувалов) - «Без тебе» (2018; реж. Анна Бурячкова) - «В небо жене» (2018; реж. Анна Бурячкова) - «Коли ми станем собою» (2020; реж. Анна Бурячкова) - «Тримай» (2020; реж. Андрей Кириллов) - «#БезТебеМенеНема» (2021; анимационный клип; реж. Оксана Курмаз) - «Країна дітей» (2021; реж. Виктор Придувалов) - «Місто весни» (2021; реж. Виктор Придувалов) - «Перемога» (2021; реж. Максим Ксьонда) - «Весна» (2022; реж. Иван Шоха) |